# Liste der Bodendenkmäler in Neumarkt-Sankt Veit
Auf dieser Seite sind die Bodendenkmäler in der oberbayerischen Stadt Neumarkt-Sankt Veit zusammengestellt. Diese Tabelle ist eine Teilliste der Liste der Bodendenkmäler in Bayern. Grundlage ist die Bayerische Denkmalliste, die auf Basis des Bayerischen Denkmalschutzgesetzes vom 1. Oktober 1973 erstmals erstellt wurde und seither durch das Bayerische Landesamt für Denkmalpflege geführt wird. Die folgenden Angaben ersetzen nicht die rechtsverbindliche Auskunft der Denkmalschutzbehörde.

## Bodendenkmäler der Gemeinde Neumarkt-Sankt Veit

### Bodendenkmäler in der Gemarkung Elsenbach
| Lage                 | Objekt | Akten-Nr.     | Bild |
| -------------------- | --- | ------------- | ---- |
| Elsenbach (Standort) | Untertägige mittelalterliche und frühneuzeitliche Befunde im Bereich der Katholischen Filialkirche St. Maria in Elsenbach und ihres Vorgängerbaus mit abgegangenem Kloster. | D-1-7640-0036 |      |

### Bodendenkmäler in der Gemarkung Feichten
| Lage                | Objekt | Akten-Nr.     | Bild |
| ------------------- | --- | ------------- | ---- |
| Feichten (Standort) | Untertägige mittelalterliche und frühneuzeitliche Befunde im Bereich der Katholischen Filialkirche St. Martin in Feichten und ihres Vorgängerbaus. | D-1-7640-0038 |      |
| Feichten (Standort) | Untertägige mittelalterliche und frühneuzeitliche Befunde im Bereich von Schloss Teising und seiner Vorgängerbauten.                               | D-1-7640-0040 |      |
| Feichten (Standort) | Untertägige frühneuzeitliche Befunde im Bereich der Katholischen Wallfahrtskirche Maria Einsiedel und der Heilig-Grab-Kapelle in Teising.          | D-1-7640-0086 |      |

### Bodendenkmäler in der Gemarkung Hörbering
| Lage                 | Objekt | Akten-Nr.     | Bild |
| -------------------- | --- | ------------- | ---- |
| Hörbering (Standort) | Ringwall des frühen Mittelalters. | D-1-7641-0005 |      |
| Hörbering (Standort) | Verebnetes Grabenwerk vor- und frühgeschichtlicher Zeitstellung.                                                                                          | D-1-7641-0027 |      |
| Hörbering (Standort) | Untertägige mittelalterliche und frühneuzeitliche Befunde im Bereich der Katholischen Pfarrkirche St. Jakobus d. Ä. in Hörbering und ihres Vorgängerbaus. | D-1-7641-0029 |      |
| Hörbering (Standort) | Untertägige spätmittelalterliche und frühneuzeitliche Befunde im Bereich der Katholischen Filialkirche St. Maria in Imming.                               | D-1-7641-0032 |      |
| Hörbering (Standort) | Untertägige spätmittelalterliche und frühneuzeitliche Befunde im Bereich der Katholischen Filialkirche St. Martin in Grafing.                             | D-1-7641-0041 |      |
| Hörbering (Standort) | Verebneter Burgstall des späten Mittelalters und der frühen Neuzeit (Schloss Grafing).                                                                    | D-1-7641-0042 |      |
| Hörbering (Standort) | Siedlung des Altneolithikums (Linearbandkeramik). | D-1-7641-0071 |      |
| Hörbering (Standort) | Siedlung vorgeschichtlicher Zeitstellung, unter anderem der Urnenfelder- oder Hallstattzeit und der Latènezeit.                                           | D-1-7641-0072 |      |

### Bodendenkmäler in der Gemarkung Neumarkt
| Lage                | Objekt | Akten-Nr.     | Bild |
| ------------------- | --- | ------------- | ---- |
| Neumarkt (Standort) | Untertägige mittelalterliche und frühneuzeitliche Siedlungsteile der historischen Marktsiedlung Neumarkt.                                                                                 | D-1-7641-0037 |      |
| Neumarkt (Standort) | Untertägige mittelalterliche und frühneuzeitliche Befunde im Bereich der Katholischen Filialkirche St. Johannes Baptist in Neumarkt und ihrer Vorgängerbauten mit aufgelassenem Friedhof. | D-1-7641-0038 |      |
| Neumarkt (Standort) | Untertägige mittelalterliche und frühneuzeitliche Befunde im Bereich von Schloss Adlstein in Neumarkt und seiner Vorgängerbauten mit zugehörigem Wirtschaftshof.                          | D-1-7641-0039 |      |
| Neumarkt (Standort) | Untertägige spätmittelalterliche und frühneuzeitliche Befunde im Bereich des ehemaligen Pflegschlosses Baumburg in Neumarkt und seiner Vorgängerbauten.                                   | D-1-7641-0040 |      |

### Bodendenkmäler in der Gemarkung St. Veit
| Lage                | Objekt | Akten-Nr.     | Bild |
| ------------------- | --- | ------------- | ---- |
| St. Veit (Standort) | Untertägige mittelalterliche und frühneuzeitliche Befunde im Bereich des ehemaligen Klosters und der Katholischen Pfarrkirche St. Veit in Neumarkt-Sankt Veit und ihrer Vorgängerbauten. | D-1-7641-0036 |      |
| St. Veit (Standort) | Untertägige mittelalterliche und frühneuzeitliche Befunde im Bereich der Katholischen Filialkirche St. Laurentius in Sankt Lorenz.                                                       | D-1-7641-0067 |      |

### Bodendenkmäler in der Gemarkung Thambach
| Lage                | Objekt | Akten-Nr.     | Bild |
| ------------------- | --- | ------------- | ---- |
| Thambach (Standort) | Untertägige mittelalterliche und frühneuzeitliche Befunde im Bereich der Katholischen Filialkirche St. Ursula in Kurthambach. | D-1-7541-0005 |      |

### Bodendenkmäler in der Gemarkung Wiesbach
| Lage                | Objekt | Akten-Nr.     | Bild |
| ------------------- | --- | ------------- | ---- |
| Wiesbach (Standort) | Untertägige spätmittelalterliche und frühneuzeitliche Befunde im Bereich der Katholischen Filialkirche Mariae Himmelfahrt in Frauenhaselbach und ihres Vorgängerbaus. | D-1-7540-0004 |      |
| Wiesbach (Standort) | Untertägige spätmittelalterliche und frühneuzeitliche Befunde im Bereich der Katholischen Filialkirche St. Michael in Oberwiesbach.                                   | D-1-7541-0003 |      |
| Wiesbach (Standort) | Untertägige mittelalterliche und frühneuzeitliche Befunde im Bereich der Katholischen Filialkirche St. Georg in Stein.                                                | D-1-7641-0034 |      |

### Bodendenkmäler in der Gemarkung Wolfsberg
| Lage                 | Objekt | Akten-Nr.     | Bild |
| -------------------- | --- | ------------- | ---- |
| Wolfsberg (Standort) | Verebneter Burgstall des hohen Mittelalters (Wolfsberg).                                                                                               | D-1-7640-0005 |      |
| Wolfsberg (Standort) | Verebneter Burgstall des späten Mittelalters (Sitz Kay).                                                                                               | D-1-7640-0011 |      |
| Wolfsberg (Standort) | Burgstall des hohen oder späten Mittelalters. | D-1-7640-0012 |      |
| Wolfsberg (Standort) | Untertägige mittelalterliche und frühneuzeitliche Befunde im Bereich der Katholischen Filialkirche St. Lambert in Lamprechten und ihres Vorgängerbaus. | D-1-7640-0033 |      |
| Wolfsberg (Standort) | Siedlung des Endneolithikums oder der frühen Bronzezeit.                                                                                               | D-1-7640-0089 |      |
| Wolfsberg (Standort) | Siedlung des Endneolithikums oder der frühen Bronzezeit.                                                                                               | D-1-7640-0090 |      |
| Wolfsberg (Standort) | Siedlung vorgeschichtlicher Zeitstellung. | D-1-7640-0091 |      |
| Wolfsberg (Standort) | Siedlung der Bronzezeit. | D-1-7640-0092 |      |
| Wolfsberg (Standort) | Erdstall des hohen Mittelalters. | D-1-7641-0026 |      |